# Mejor fortuna
Mejor fortuna es un término estrictamente judicial, aplicable cuando existe un cambio favorable en la situación económica personal o familiar de alguien y esta nueva situación influye en su condición jurídica. El la terminología específica se dice viniera a mejor fortuna. Es aplicable cuando alguien no puede pagar las costas judiciales y la justicia acepta que en un plazo determinado, y mientras no obtenga más recursos económicos (cuando haya mejor fortuna), no deberá pagar esos gastos ocasionados.

## Definición
La mejor fortuna de un condenado consiste en cuanto la persona no puede hacer frente a los gastos de las costas judiciales, declarándose en este caso como insolvente. Según la Ley de cada país, esta condición está sujeta a revisión cuando la situación del condenado cambie y haya mejor fortuna. También se aplica cuando las partes en un litigio han decidido postergar el pago de la deuda hasta que el deudor disponga de recursos económicos
La mejor fortuna implica la existencia de un incremento en el patrimonio del condenado en costas por un juicio y ese incremento debe producirse en un periodo determinado, por lo que no cabe valorar situaciones anteriores o posteriores. En España es de 3 años

## Aplicación
La mejor fortuna se aplica en el ámbito de la justicia gratuita cuando el condenado no dispone de recursos económicos suficientes como para afrontar el pago de las costas procesales, es decir, se le obliga al pago de las causadas en su defensa y las de la parte contraria. El cálculo se realiza en base a los ingresos y recursos económicos del condenado por todos los conceptos que superen el cuádruple del salario mínimo interprofesional fijado cada año.

## España
La Ley 1/1996, de 10 de enero, de asistencia jurídica gratuita, dice que el condenado a pagar las costas de un juicio, y que se declarase insolvente, este quedará obligado a pagar las causadas en su defensa y las de la parte contraria, si dentro de los tres años siguientes a la terminación del proceso viniere a mejor fortuna, quedando mientras tanto interrumpida la prescripción del artículo 1.967 del Código Civil de España.